# Barkklotspindel
Barkklotspindel (Theridion mystaceum) är en spindelart som beskrevs av Ludwig Carl Christian Koch 1870. Barkklotspindel ingår i släktet Theridion och familjen klotspindlar. Arten är reproducerande i Sverige. Inga underarter finns listade.

## Bildgalleri

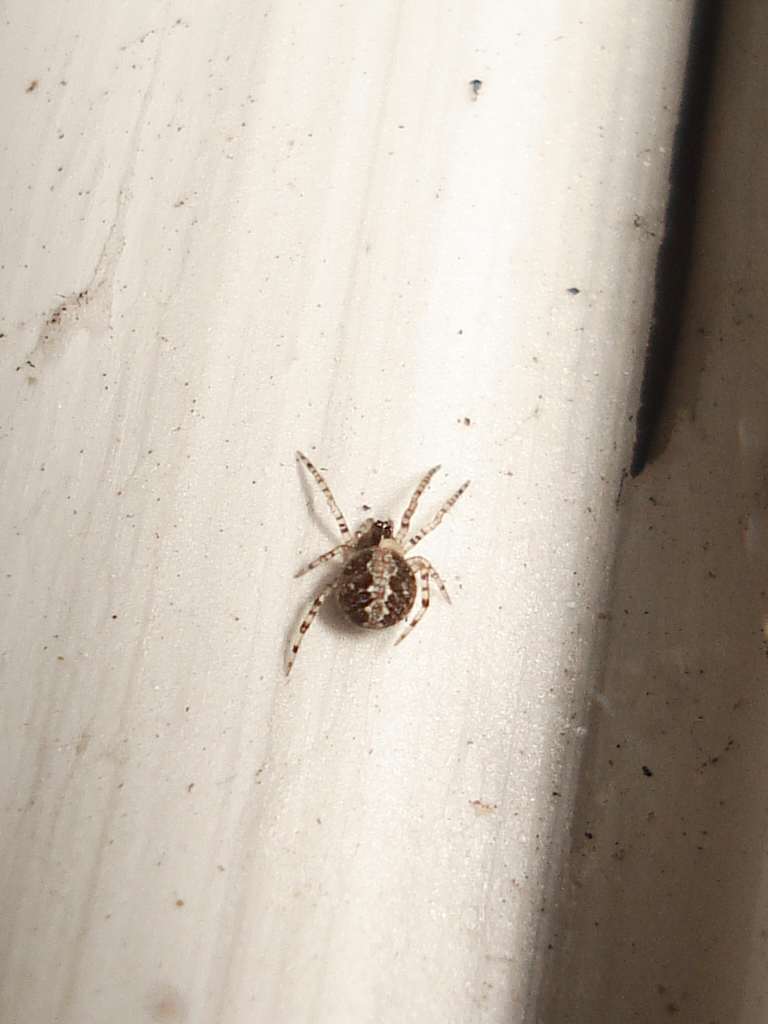
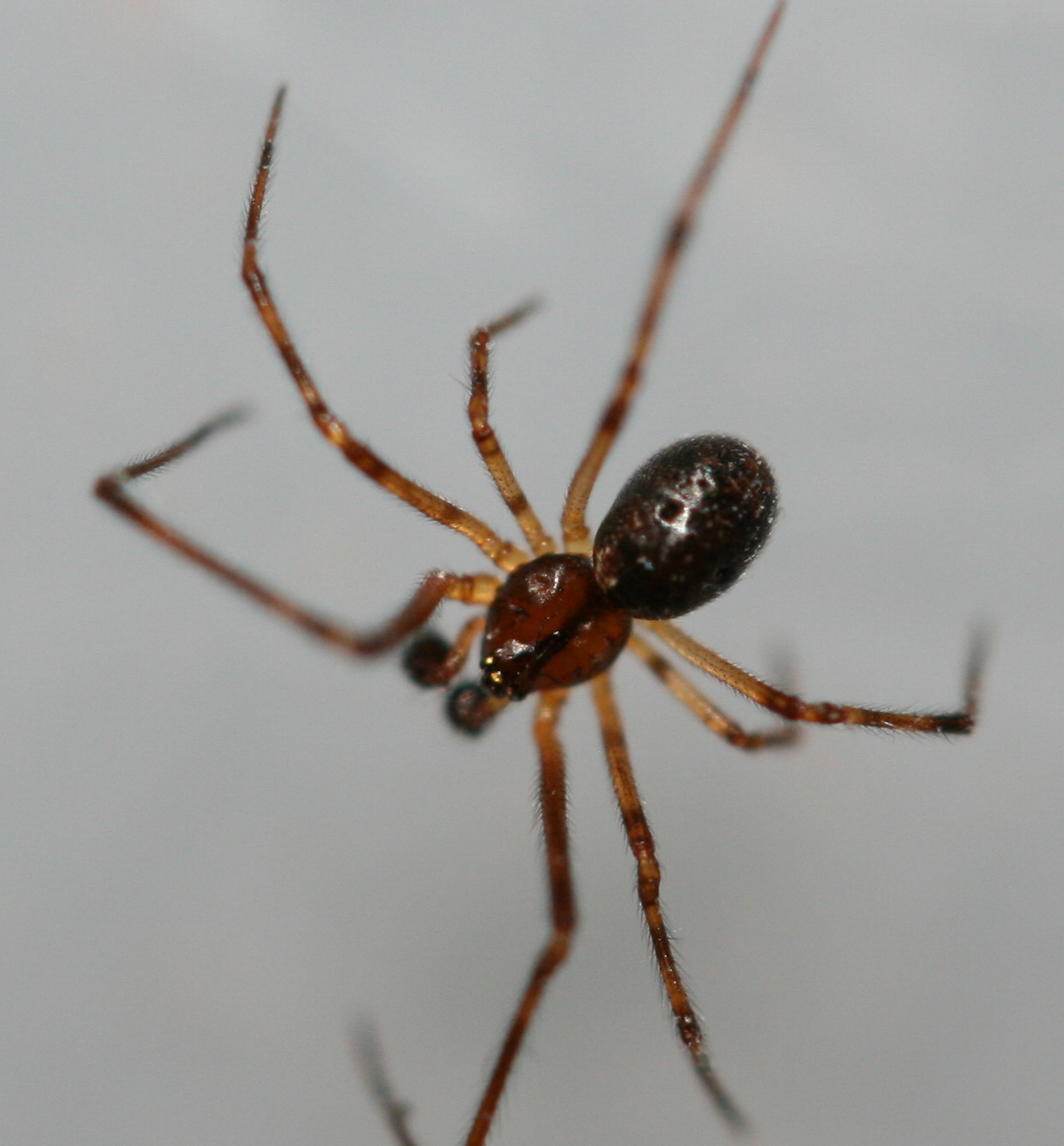
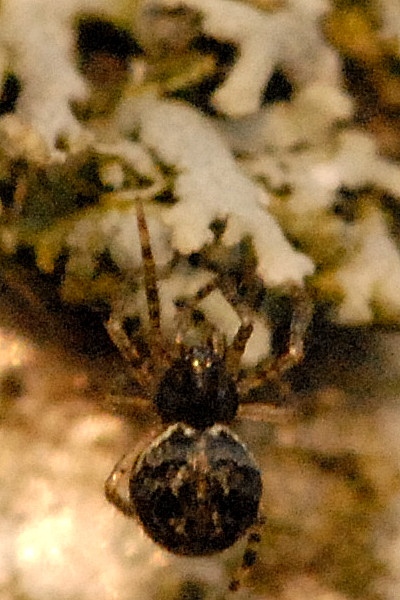